# ألان ودمان (لاعب هوكي الجليد)
ألان ودمان هو لاعب هوكي الجليد كندي، ولد في 11 مارس 1899 في وينيبيغ في كندا، وتوفي بنفس المكان في 17 مارس 1963.

## وصلات خارجية
- ألان ودمان على موقع EliteProspects.com (الإنجليزية)
- ألان ودمان على موقع Eurohockey.com (الإنجليزية)
- ألان ودمان على موقع أوليمبيديا (الإنجليزية)